# Тушемля (Ленинградская область)
Тушемля — деревня в Ефимовском городском поселении Бокситогорского района Ленинградской области.

## История
ТУШЕМЛЯ — деревня, по X-ой ревизии 1857 года принадлежит: Лисенковым: число хозяйств — 9, в них жителей: 23 м. п., 21 ж. п., всего 44 чел.; Шмидт: число хозяйств — 9, в них жителей: 26 м. п., 17 ж. п., всего 43 чел.;

ТУШЕМЛЯ — деревня, по земской переписи 1895 года: крестьяне бывшие Лисенковых: число хозяйств  — 11, в них жителей: 32 м. п., 24 ж. п., всего 56 чел.; бывшие Шмидт: число хозяйств  — 14, в них жителей: 29 м. п., 35 ж. п., всего 64 чел.

В конце XIX — начале XX века деревня и усадьба Тушемля административно относились к Соминской волости 1-го земского участка 3-го стана Устюженского уезда Новгородской губернии, а выселок Тушемля к Тарантаевской волости 5-го земского участка 3-го стана Тихвинского уезда Новгородской губернии.

ТУШЕМЛЯ — деревня Тушемельского общества, число дворов — 36, число домов — 50, число жителей: 80 м. п., 83 ж. п.; Занятия жителей: земледелие, лесные заработки. Река Тушемелька. 

ТУШЕМЛЯ — усадьба Забельского, число дворов — 4, число домов — 2, число жителей: 4 м. п., 6 ж. п.; Занятия жителей: земледелие. Река Тушемелька.(1910 год) 

ТУШЕМЛЯ — выселок М. П. Шмидт, число дворов — 2, число домов — 2, число жителей: 5 м. п., 6 ж. п.; Занятия жителей: отхожие заработки. Речка Тушемелька. (1910 год)

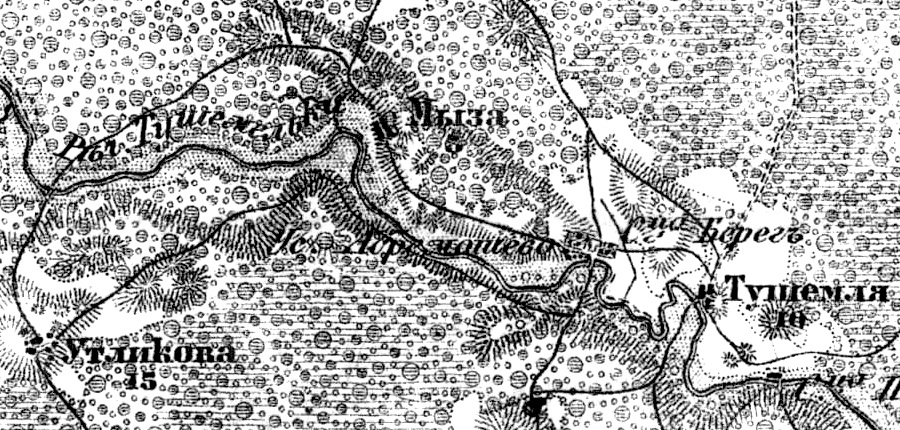
Деревня Тушемля на карте 1917 года

Согласно карте Новгородской губернии 1917 года деревня насчитывала 10 крестьянских дворов.
С 1917 по 1918 год деревня входила в состав Тарантаевской волости Тихвинского уезда Новгородской губернии.
С 1918 года, в составе Череповецкой губернии.
С 1924 года, в составе Соминской волости Устюженского уезда.
С 1927 года, в составе Тушемелевского сельсовета Ефимовского района.
По данным 1933 года деревня Тушемля являлась административным центром Тушемелевского сельсовета Ефимовского района, в который входили 5 населённых пунктов: деревни Медведево, Мыза, Утликово, Тушемля и выселок Бережок, общей численностью населения 505 человек.
По данным 1936 года в состав Тушемелевского сельсовета входили 6 населённых пунктов, 94 хозяйства и 4 колхоза.
В 1940 году население деревни составляло 208 человек.
С 1954 года, в составе Журавлёвского сельсовета.
С 1965 года в составе Бокситогорского района. В 1965 году население деревни составляло 121 человек.
По данным 1966, 1973 и 1990 годов деревня Тушемля также входила в состав Журавлёвского сельсовета Бокситогорского района.
В 1997 году в деревне Тушемля Журавлёвской волости проживали 34 человека, в 2002 году — 27 человек (русские — 96 %).
В 2007 году в деревне Тушемля Климовского СП проживали 22 человека, в 2010 году — 14.
В мае 2019 года Климовское сельское поселение вошло в состав Ефимовского городского поселения.

## География
Деревня расположена в южной части района близ автодороги 41К-030 (Красная Речка — Турандино).
Расстояние до деревни Климово — 16 км.
Расстояние до ближайшей железнодорожной станции Ефимовская — 27 км. 
Деревня находится на левом берегу реки Тушемелька.

## Демография
| 1997 | 2002 | 2007 | 2010 | 2017 |
| ---- | ---- | ---- | ---- | ---- |
| 34   | ↘27  | ↘22  | ↘14  | ↗15  |

## Инфраструктура
На 1 января 2013 года в деревне числилось 12 домохозяйств.